# Dead Space 2
Dead Space 2 est un jeu vidéo de type survival horror développé par Visceral Games et édité par Electronic Arts. Le jeu est disponible depuis 2011 sur PlayStation 3, Xbox 360 et Windows.
En plus d'être une suite directe à Dead Space sorti sur les mêmes plates-formes en 2008, le jeu apporte un mode multijoueurs en ligne où l'on intègre soit un groupe d'humains, soit un groupe de Nécromorphes.
L'édition limitée de Dead Space 2 est sortie exclusivement sur PS3, et inclut Dead Space: Extraction, jeu à l'origine sorti sur Nintendo Wii, muni de graphismes HD et jouable au PlayStation Move et à la manette DualShock 3.
Une suite est sortie le 8 février 2013 : Dead Space 3.

## Synopsis
Dead Space 2 met en scène Isaac Clarke, le héros du premier opus, trois ans après qu'il s'est échappé de l'USG Ishimura, un vaisseau spatial abandonné cible d'une invasion de Nécromorphes. Isaac doit cette fois survivre sur la gigantesque station spatiale « La Méduse », également dévastée par les Nécromorphes. Alors que dans Dead Space, le héros découvrait l'ampleur des dégâts, cette fois il est présent dès les origines de l'invasion. On notera tout de même que l'invasion est si fulgurante qu'il ne croise plus grand-monde dès le chapitre 3.

## Système de jeu
Comme dans le premier épisode, il n'y a pas d'affichage tête haute, la barre de vie étant représentée par un tube vert le long de l'épine dorsale. Ce tube se vide lorsqu'on subit des dégâts, et peut être rechargé par des kits de soins. Dans ce nouvel opus, les décors sont plus variés, de nouvelles armes apparaissent. Nouvelles énigmes et angoisses sont au rendez-vous.
Un mode multijoueurs est présent contrairement au premier opus. Il est possible d'y contrôler soit un humain, soit un nécromorphe.

## Accueil

### Critiques
Le jeu est très bien reçu par la critique et de nombreux tests en font une critique positive.

« Troquant son originalité au profit d'une aventure plus variée, Dead Space 2 synthétise à nouveau les désirs les plus fous nés de la rencontre du cinéma fantastique et du survival-horror. Si on lui reprochera un scénario bâclé, une dernière ligne droite trop orientée « action », un multi 1.0 et, éventuellement, une absence de boss, comment ne pas encenser ce titre multipliant d'instinct les scènes cultes. Tour à tour, terrifiant, posé et fonceur, Dead Space 2 se savoure sur la longueur tant la découverte de cette station fantôme titille notre curiosité morbide. Cumulant à nouveau une bande-son tout simplement parfaite, une aventure équilibrée et de multiples clins d'œil à destination des fans, l'œuvre de Visceral fait montre une fois encore d'un beau paradoxe en amenant le plaisir né de l'effroi. Jamais cauchemar n'aura été aussi savoureux… »

— Jeuxvideo.com (19/20)

« Dead Space 2 était particulièrement attendu. Il aurait pu sombrer du côté de l'action, laissant moribonds les moments où la tension monte… sans rien montrer. Heureusement, il a su garder son âme. En améliorant chacun des secteurs de jeu (réalisation, horreur, rythme), il remplit haut la main son contrat en s'imposant comme la nouvelle référence du genre Survival/Horror. »

— Gameblog (4,7/5)

« Si l’on peut regretter l’absence de nouveautés marquantes et le manque d’audace dont ont fait preuve les développeurs, on ne peut que s’incliner devant la maestria avec laquelle Dead Space 2 est réalisé. Sublime, immersive et effrayante, cette seconde mésaventure d’Isaac Clarke s’apprécie de bout en bout et nous embarque dans une spirale d’atrocités dont on ne ressort pas indemne. »

— JVN.com (18/20)

### Ventes
C'est la version Xbox qui s'est le plus vendue avec 1 029 000 de jeux vendues la 1re semaine, la PS3 prend la place de 2e avec 1 022 000 jeux vendus et le PC occupe la place de 3e avec seulement 26 000 jeux vendus. Quant aux éditions Severed, il semblerait selon les chiffres de vgchartz qu'il ne se soit tout simplement pas vendus.

## Contenus téléchargeable

### Dead Space Ignition
Depuis octobre 2010, il est possible de télécharger via les plates-formes PlayStation Network et Xbox Live Arcade, Dead Space Ignition, qui est l'introduction de Dead Space 2 sous forme de mini-jeux et de scénario en bande dessinée.
On y découvre Franco, un agent de maintenance et l'officier Sarah Andersen de la station spatiale La Méduse escortant l'ingénieur dû à de récents faits de violence dans la station. Le duo doit se rendre dans divers points pour restaurer des systèmes informatiques ayant apparemment été sabotés.
Les événements liés aux Nécromorphes sur l'Ishimura semblent avoir été mis sous silence et le quotidien continue pour les milliers d'habitants de la station. Mais la panique s'installe lorsqu'une invasion nécromorphe d'origine inconnue éclate dans les niveaux inférieurs de la Méduse. Les deux héros aident les survivants à fuir vers des quartiers sécurisés et doivent alors verrouiller les portes pour contenir les monstres mais ceux-ci se déplaçant dans les conduits de ventilation, ils n'ont pas d'autre choix que de mettre les étages infestés en quarantaine, condamnant alors des innocents pris au piège.
Sarah meurt au cours du périple et Franco, se retrouvant seul, reçoit alors un ordre étrange – ne provenant pas cette fois de ses supérieurs mais d'un inconnu – lui demandant de libérer un malade interné en psychiatrie dans l'hôpital de la station. Après avoir effectué un dernier piratage de la cellule pendant que La Méduse se retrouve presque totalement infestée par les Nécromorphes, l'introduction se termine par un nom affiché sur la cellule du malade libéré : Isaac Clarke…

### Dead Space: Severed
Disponible depuis le 1er mars 2011 sur le PlayStation Store et le Xbox Live, Dead Space: Severed est une extension qui inclut de nouveaux chapitres mettant en scène Gabe Weller et sa femme Lexine Weller, des personnages issus de Dead Space: Extraction dans lequel ils étaient simplement coéquipiers.
Il est constitué de deux chapitres, où dans chacun Gabe Weller est le personnage que le joueur contrôle. Celui-ci est un agent de la sécurité sur La Méduse. Pris dans une embuscade par des Nécromorphes, il décide de retrouver sa femme, pour fuir la ville spatiale le plus vite possible.